# Typhlodromina tropica
Typhlodromina tropica är en spindeldjursart som först beskrevs av Chant 1959.  Typhlodromina tropica ingår i släktet Typhlodromina och familjen Phytoseiidae. Inga underarter finns listade i Catalogue of Life.